# John Bargh
John A. Bargh ( /ˈbɑːrdʒ/; Champaign, Illinois, 9 de enero de 1955) es un psicólogo social actualmente empleado en la Universidad de Yale, donde formó el «Laboratorio de Automatización en Cognición, Motivación y Evaluación» (ACME, por sus siglas en inglés). Bargh se ha encargado de la automaticidad y el procesamiento inconsciente como método para comprender mejor el comportamiento social, así como temas filosóficos tales como el libre albedrío; gran parte del trabajo investiga si las conductas que se cree que están bajo control volitivo pueden resultar de interpretaciones y reacciones automáticas a estímulos externos, como las palabras.
Bargh es particularmente famoso por sus demostraciones de acción de afección por imprimación. Uno de los estudios más conocidos informó que leer palabras relacionadas con las personas mayores (por ejemplo, «Florida», «Bingo») hacía que los sujetos caminaran más lento al salir del laboratorio, en comparación con los sujetos que leían palabras no relacionadas con las personas mayores. Aunque se cita más de 5.000 veces, ha surgido controversia porque varios estudios recientes no han logrado replicarlo. A partir de 2013 y 2014, comenzaron a surgir muchos informes adicionales sobre fallas en replicar los hallazgos del laboratorio de Bargh. Estos incluían «imprimación de distancia social» e «imprimación de objetivos de logro» y las preferencias de las personas solitarias por los baños calientes. En 2015, Bargh y Shalev informaron sobre una replicación exitosa de la asociación entre la soledad y los hábitos de baño, indicando un posible papel de las diferencias culturales en este caso. En marzo de 2015, se informó que otro artículo del laboratorio de Bargh era irreproducible: Rotteveel y sus colegas intentaron duplicar dos estudios de Chen y Bargh (1999) argumentando que los objetos se evalúan automáticamente, lo que desencadena una tendencia a acercarse o evitarse.

## Educación y carrera académica.
Bargh nació en Champaign, Illinois. Asistió a la Universidad de Illinois donde se licenció en 1977 en psicología Luego asistió a la Universidad de Míchigan, donde obtuvo una maestría en 1979 y un doctorado. en 1981 en psicología social con Robert Zajonc. Ese mismo año fue contratado como profesor asistente en la Universidad de Nueva York, donde permaneció durante 22 años. Desde entonces ha estado trabajando en Yale.

## Investigación
Bargh estuvo influenciado por el trabajo de su supervisor doctoral en la Universidad de Míchigan, Robert Zajonc, quien se concentró en los procesos fundamentales que subyacen al comportamiento. Gran parte del trabajo de Zajonc abordó procesos que ocurren fuera de la conciencia. El trabajo de Bargh sobre automaticidad y procesamiento inconsciente explora más a fondo hasta qué punto el procesamiento de información ocurre fuera de la intención o la conciencia. Bargh siguió el ejemplo de William James al afirmar que el procesamiento automatizado o habitualizado puede ser una adaptación beneficiosa. La investigación de Bargh se centra en la influencia de los estímulos ambientales en la percepción y el comportamiento, la activación automática, los efectos del priming consciente e inconsciente, los efectos psicológicos de los estímulos fisiológicos y la cognición implícita. La concentración de Bargh en la influencia del comportamiento y la cognición inconscientes y automáticos surge de su interés en la construcción del «libre albedrío».

### Influencia de estímulos percibidos inconscientemente
La exposición a estímulos del ambiente puede influir en el modo en que los sujetos dan impresiones de las demás personas. Así lo demostraron en 1982 por Bargh y Pietromonaco al asignar aleatoriamente sujetos para exponerlos a palabras relacionadas con la hostilidad o de tipo neutral, presentadas fuera de la consciencia; en una segunda tarea, se les pidió que leyeran una historia ambigua sobre un hombre y lo calificaran según varias medidas. Los resultados mostraron que aquellos participantes que fueron expuestos subliminalmente a palabras relacionadas con la hostilidad calificaron al hombre de manera más negativa que aquellos sujetos en la condición de control.

### Activación automática
Los estímulos pueden evaluarse de modo automático de manera que afecten el comportamiento. En un estudio realizado por Chen y Bargh, los participantes eran más rápidos a la hora de tirar de una palanca hacia sí mismos (una tendencia de acercamiento) cuando una palabra tenía un valor positivo más que uno negativo, y eran más rápidos a la hora de alejar la palanca (una tendencia de evitación) cuando la palabra tenía una valencia negativa en comparación con una positiva. 
El «paradigma de imprimacióon evaluativa secuencial» se refiere al fenómeno relacionado de reducción de los tiempos de respuesta cuando se imprima mediante estímulos con valencia congruente. En un examen de la generalidad de los efectos de este paradigma, Bargh y colaboradores mostraron que el simple hecho de ver o escuchar la mención de estímulos desencadena evaluaciones activadas de manera automática. Esto ocurre incluso cuando no se le ha pedido al sujeto que piense de antemano en su evaluación del estímulo. También se demostró que los estímulos nuevos se evalúan automáticamente y producen el mismo efecto que los estímulos no nuevos.
También se ha sugerido que los estímulos presentados fuera de la conciencia influyen en la interpretación de estímulos posteriores ambiguos y semánticamente no relacionados. Así, a los sujetos a los que se les pidió que definieran homógrafos después de haber sido preparados subliminalmente con palabras de valencia positiva, negativa o neutra, posteriormente evaluaron la valencia de las palabras ambiguas con la de la valencia principal.
En la imprimación de estereotipos, los sujetos son preparados con un estereotipo o con personas asociadas con esos estereotipos. El comportamiento posterior tiende a ser consistente con el estereotipo. Por ejemplo, los sujetos preparados con el concepto de personas mayores mientras realizaban una tarea sencilla, luego caminaron más lentamente al salir del experimento que los sujetos del grupo de control. Los sujetos que fueron preparados con rostros afroamericanos reaccionaron con más hostilidad hacia los experimentadores. (El primer experimento de este artículo planteó el concepto de cortesía frente a grosería (frente a un control neutral) y demostró que las personas se comportaron de acuerdo con estos conceptos básicos posteriormente. Sin embargo, estos estudios son pequeños (por ejemplo, Experimento 1: n=34). Los autores son claros al trazar una distinción entre el priming utilizado en estos estudios y el mito de los mensajes subliminales. Mientras que alguna vez se pensó que estos últimos podían influir en el comportamiento de las personas de una forma que no se correspondía con el comportamiento previsto del individuo (por ejemplo, ir a comprar una Pepsi mientras veían una película), la activación automática presente en estos estudios era consistente con la actividad en mano y por lo tanto no causó que los sujetos alteraran su comportamiento previsto.

### Vínculo percepción-comportamiento
El «efecto camaleón» hace referencia a la tendencia inconsciente a imitar el comportamiento de los demás. Al respecto, Chartrand y Bargh descubrieron y nombraron este efecto después de observar a sujetos que imitaban inconscientemente a sus cómplices. Los participantes del experimento realizaron una tarea en la que trabajaban en estrecha colaboración con un cómplice que estaba entrenado para realizar repetidamente uno de dos comportamientos: frotarse la cara o mover una rodilla. Los sujetos tendieron a imitar el comportamiento del cómplice, tanto cuando el cómplice hacía contacto visual y le sonreía con frecuencia como cuando no lo hacía. Además, cuando los cómplices imitan el comportamiento del participante, éste luego califica al cómplice como más «agradable» que los cómplices que no imitan el comportamiento. Se demostró que este efecto es más pronunciado en personas que son más empáticas a nivel de disposición. Los autores sugieren que este mimetismo inconsciente conduciría a una mayor cohesión y coordinación del grupo.

### Formación/activación de objetivos
Los estímulos a menudo se interpretan y evalúan en función de su relevancia para nuestros objetivos. Durante la búsqueda de una meta, los objetos consistentes con esa meta se califican de manera más positiva que los objetos irrelevantes para la meta evaluados en un paradigma de preparación evaluativa secuencial. Estas calificaciones también predicen el comportamiento hacia esos objetos.
Más allá de esto, Bargh sugirió que las asociaciones entre las metas, sus comportamientos relacionados y los entornos en los que se persiguen consistentemente pueden vincularse en la memoria y activarse inconscientemente para influir en el comportamiento sin conciencia. Las metas inconscientes se activan con imprimación o la presentación de una señal que activa automáticamente su representación mental relacionada de la meta, lo que desencadena conductas relacionadas. Por ejemplo, los sujetos a los que se les realizó priming con una meta de logro o cooperación se desempeñaron mejor en una tarea de inteligencia en comparación con los sujetos a los que no se les hizo imprimación.
Bargh sugiere que los objetivos inconscientes se persiguen de manera flexible y se adaptan automáticamente a los entornos cambiantes durante las tareas del experimento. Bargh planteó la hipótesis de que las metas inconscientes están representadas mentalmente. Esas representaciones mentales influyen en el comportamiento. Por ejemplo, una representación mental de una pareja desencadena un comportamiento orientado a objetivos consistente con lo que se espera para esa relación específica. Por ejemplo, los sujetos a los que se les pidió que recordaran una representación mental de un «amigo» fueron más útiles para un extraño que aquellos a los que se les pidió que recordaran a un «compañero de trabajo».
Bargh también ha descubierto que la preparación puede influir en la autorregulación. Los sujetos de un grupo expuestos a palabras asociadas con la «reevaluación» se compararon con sujetos de un grupo que recibió instrucciones explícitas para intentar reevaluar su estado emocional, con el objetivo de autorregular sus emociones. Luego, todos los sujetos hicieron una breve presentación oral mientras se les monitoreaba la frecuencia cardíaca. Se informó que aquellos que simplemente percibían palabras de reevaluación tenían una reducción significativa en la frecuencia cardíaca, una reducción igual a la de los sujetos a los que se les instruyó explícitamente que usaran la reevaluación para controlar la ansiedad.

### La fisiología influye en la psicología
Las sensaciones físicas pueden traducirse inconscientemente en interpretaciones psicológicas. Cuando se pidió a los sujetos que sostuvieran brevemente una taza de café caliente y luego completaran una evaluación de una persona descrita de manera ambigua, los sujetos informaron sentimientos más cálidos hacia la persona objetivo en comparación con cuando se les pidió que sostuvieran brevemente un café helado. En un segundo estudio, los sujetos en la condición «fría» también eran más propensos a elegir una recompensa para ellos mismos en lugar de dársela a su amigo, mientras que en la condición «cálida» los participantes eran más propensos a elegir la recompensa para su amigo. Las propiedades físicas de los objetos que los sujetos tocan pueden influir de manera similar en la formación de impresiones sociales y la toma de decisiones. Bargh y sus colegas también encontraron evidencia de que el calor físico influyeba en cuán generosos eran los participantes provinciales. Aquellos que sostuvieron la bebida caliente tenían más probabilidades de elegir una recompensa o un regalo para un amigo que para ellos mismos. Sin embargo, tres estudios independientes con muestras más grandes no lograron replicar el efecto.
Bargh y Shalev están abordando actualmente cómo se puede utilizar este vínculo psicológico-fisiológico para regular las emociones. Los estudios de correlación muestran que los participantes con puntuaciones altas en una escala de soledad también tienden a tomar duchas más largas cuando el agua está a mayor temperatura. En un estudio de seguimiento, una manipulación del calor físico para hacer que los sujetos se sintieran más fríos resultó en un aumento en la escala de soledad. Por lo tanto, alterar la propia situación física puede dar lugar a respuestas emocionales, incluso sin ser consciente de ello. Un artículo de Donnellan y sus colegas informó de 9 fracasos al replicar los resultados de Bargh y Shalev. Sin embargo, Bargh y Shalev han replicado con éxito sus estudios, indicando diferencias culturales en los hábitos de baño y ducha. También observaron que en los dos estudios en los que Donellan et al. intentaron seguir más de cerca su procedimiento original, replicaron sus resultados originales, pero no en los otros siete estudios en los que se realizaron cambios procesales considerables.

### Libre albedrío
En Más allá del conductismo, Bargh y Ferguson definieron tanto el procesamiento automático como el controlado como deterministas por naturaleza, con la diferencia de que el primero ocurre sin intención y sin voluntad, pero ambos son deterministas porque tienen causas. Argumentan que la mayor parte del procesamiento, incluido el procesamiento de estímulos que influyen en gran medida en el comportamiento y la toma de decisiones, ocurre fuera de la conciencia; sólo la incapacidad de los seres humanos para reconocer la poderosa actividad que ocurre fuera de la conciencia lleva a algunos a creer que son los dueños de sus elecciones. Bargh postula, junto con Daniel Wegner y otros científicos en el campo, que el concepto de «libre albedrío» es una ilusión. Bargh y Earp hacen explícito este punto: «Claramente, es motivador para cada uno de nosotros creer que somos mejores que el promedio, que a otras personas les suceden cosas malas, no a nosotros mismos, y que tenemos control libre sobre nuestras propias vidas, juicios y comportamiento, así como es reconfortante creer en un Dios benévolo y en la justicia para todos en el más allá. Pero los beneficios de creer en el libre albedrío son irrelevantes para la existencia real del libre albedrío. Una ilusión positiva, por funcional y reconfortante que sea, sigue siendo una ilusión».

## Premios
- 2011 - Miembro electo de la Academia Estadounidense de Artes y Ciencias
- 2007 - Premio al Impacto Científico de la Sociedad de Psicología Social Experimental
- 2006 - Premio Donald T. Campbell de la Sociedad para la Personalidad y Psicología Social
- 2001 - Beca Guggenheim
- 2001 - Miembro del Centro de Estudios Avanzados en Ciencias del Comportamiento
- 1990 - Premio Anual de Investigación de la Sociedad Max Planck (con Peter Gollwitzer)
- 1989 - Premio a la carrera temprana de la Asociación Estadounidense de Psicología por sus contribuciones a la psicología.
- 1982 - Premio de Disertación de la Sociedad de Psicología Social Experimental

### Libros
- Bargh, John (2017). Before You Know It: The Unconscious Reasons We Do What We Do. William Heinemann. ISBN 9781785150029.
- Morsella, Ezequiel; Bargh, John A.; Gollwitzer, Peter M. (2009). Oxford handbook of human action. New York: Oxford University Press. ISBN 9780195309980.
- Hassin; Uleman, eds. (2005). The new unconscious. New York: Oxford University Press. ISBN 9780195307696.
- Gollwitzer; Bargh, eds. (1996). The psychology of action: Linking motivation and cognition to behavior. New York: Guilford Publications. ISBN 9781572300323.
- Uleman; Bargh, eds. (1989). Unintended thought. New York: Guilford Publications. ISBN 9780898623796.

### Artículos
- Ackerman, J. M., Nocera, C. C., & Bargh, J. A. (2010). Incidental haptic sensations influence social judgments and decisions. Science.
- Bargh, J. A., Chen, M., & Burrows, L. (1996). Automaticity of social behavior: Direct effects of trait construct and stereotype priming on action. Journal of Personality and Social Psychology, 71, 230–244.
- Bargh, J. A., & Chartrand, T. L. (1999). The unbearable automaticity of being. American Psychologist, 54, 462–479.
- Bargh, J. A., & Ferguson, M. L. (2000). Beyond behaviorism: On the automaticity of higher mental processes. Psychological Bulletin, 126, 925–945.
- Bargh, J. A., Gollwitzer, P. M., Lee-Chai, A. Y., Barndollar, K., & Troetschel, R. (2001). The automated will: Nonconscious activation and pursuit of behavioral goals. Journal of Personality and Social Psychology, 81, 1014–1027.
- Bargh, J. A., & McKenna, K. Y. A. (2004). The Internet and social life. Annual Review of Psychology, 55, 573–590.
- Bargh, J. A. (2006). What have we been priming all these years? On the development, mechanisms, and ecology of nonconscious social behavior. European Journal of Social Psychology [Agenda 2006 article]
- Bargh, J. A. & Earp, B. D. (2009). The will is caused, not free. Dialogues, Society of Personality and Social Psychology, 24 (1), 13–15. pdf.
- Chartrand, T. L., & Bargh, J. A. (1999). The chameleon effect: The perception-behavior link and social interaction. Journal of Personality and Social Psychology, 76, 893–910.
- Chen, S., Lee-Chai, A. Y., & Bargh, J. A. (2001). Relationship orientation as a moderator of the effects of social power. Journal of Personality and Social Psychology, 80, 173–187.
- Dijksterhuis, A., & Bargh, J. A. (2001). The perception-behavior expressway: Automatic effects of social perception on social behavior. In M. P. Zanna (Ed.), Advances in experimental social psychology (Vol. 33, pp. 1–40). San Diego: Academic Press.
- Duckworth, K. L. Bargh, J. A. Garcia M. and Chaiken.S. (2002). The automatic evaluation of novel stimuli. Psychol Sci, 13, 513-9 DOI
- Ferguson, M.J. & Bargh, J.A. (2004). Liking is for doing: The effects of goal pursuit on automatic evaluation. Journal of Personality and Social Psychology, 87, 557–572.
- Ferguson, M. J., Bargh, J. A., & Nayak, D. A. (2005). After-affects: How automatic evaluations influence the interpretation of subsequent, unrelated stimuli. Journal of Experimental Social Psychology, 41, 182–191.
- Huang, J. Y., Song, H., & Bargh, J. A. (2011). Smooth trajectories travel farther into the future: Perceptual fluency effects on prediction of trend continuation. Journal of Experimental Social Psychology, 47(2), 506–508. doi 10.1016/j.jesp.2010.12.002
- Uhlmann, E., Poehlman, T., Tannenbaum, D., & Bargh, J. A. (2011). Implicit puritanism in American moral cognition. Journal of Experimental Social Psychology, 47(2), 312–320. doi 10.1016/j.jesp.2010.10.013
- Williams, L.W., Nocera, C.C., Gray, J.R., Bargh, J.A. (2009). The unconscious regulation of emotion: nonconscious reappraisal goals modulate emotional reactivity. Emotion. 2009 Dec;9(6):847-54.